# Big Apple Coaster
Big Apple Coaster in New York-New York Hotel & Casino (Paradise, Nevada, USA) ist eine Stahlachterbahn vom Modell Mega Coaster des Herstellers Togo, die am 3. Januar 1997 als Manhattan Express eröffnet wurde. Unter diesem Namen fuhr sie bis zu ihrer Umbenennung in The Roller Coaster im Jahre 2007. Schließlich wurde sie 2016 in Big Apple Coaster umbenannt. Zum Zeitpunkt ihrer Eröffnung war sie die höchste und schnellste Loopingachterbahn der Welt.
2004 fügte der Hersteller Premier Rides der Bahn ein Magnetbremssystem hinzu. Das Hotel entschied sich zu diesem Schritt, da die Kräfte, die beim Bremsen mit dem alten, mechanischen Bremssystem auftraten, wesentlich intensiver waren, als sie es jetzt mit dem Magnetbremssystem sind.

## Züge
Big Apple Coaster besitzt Züge des Herstellers Premier Rides mit jeweils drei Wagen. In jedem Wagen können sechs Personen (drei Reihen à zwei Personen) Platz nehmen. Im August 2006 wurden die ursprüngliche Züge von Togo durch Züge von Premier Rides ersetzt, wobei jeder Zug über vier Wagen zu zwei Reihen à zwei Personen verfügte. Im Januar 2021 wurden die Züge erneut durch Premier Rides ausgetauscht, wobei jeder Zug nun über drei Wagen zu drei Reihen à zwei Personen verfügt. Die Züge sind im Stil gelber New Yorker Taxis (Yellow Cabs) gestaltet.

## Galerie

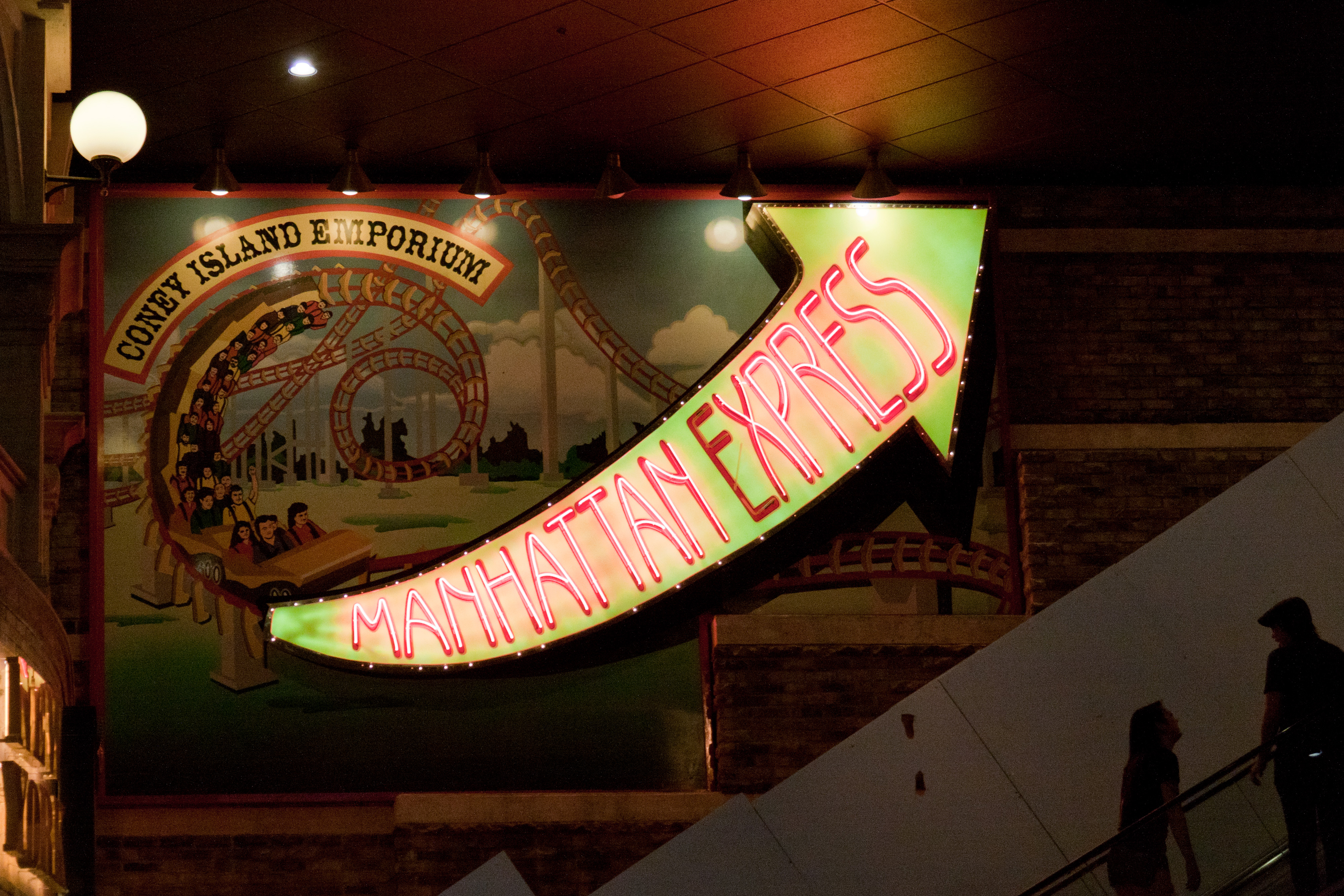
Logo mit dem alten Namen der Bahn (2010)
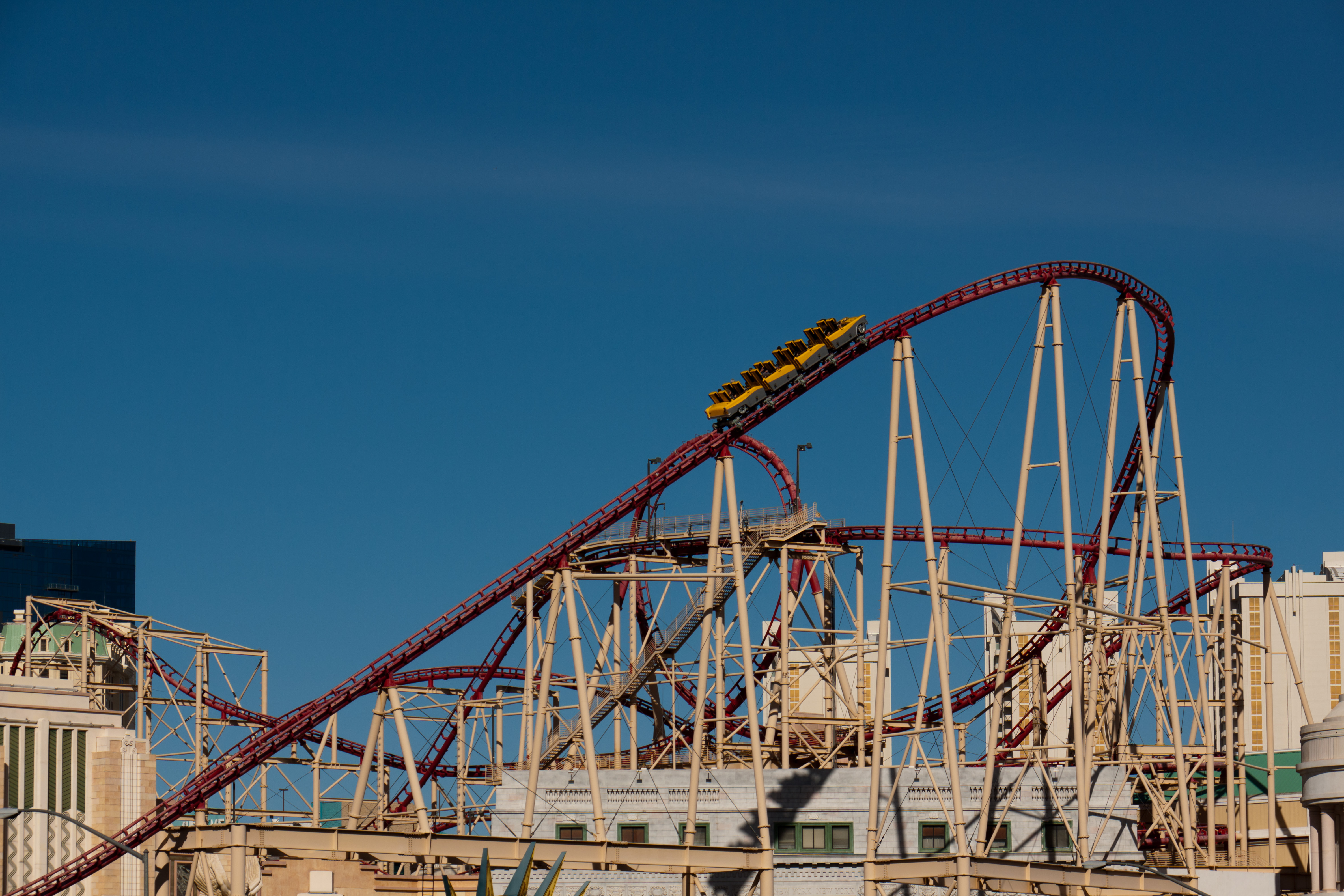
Die Bahn von Süden (Excalibur Hotel) gesehen
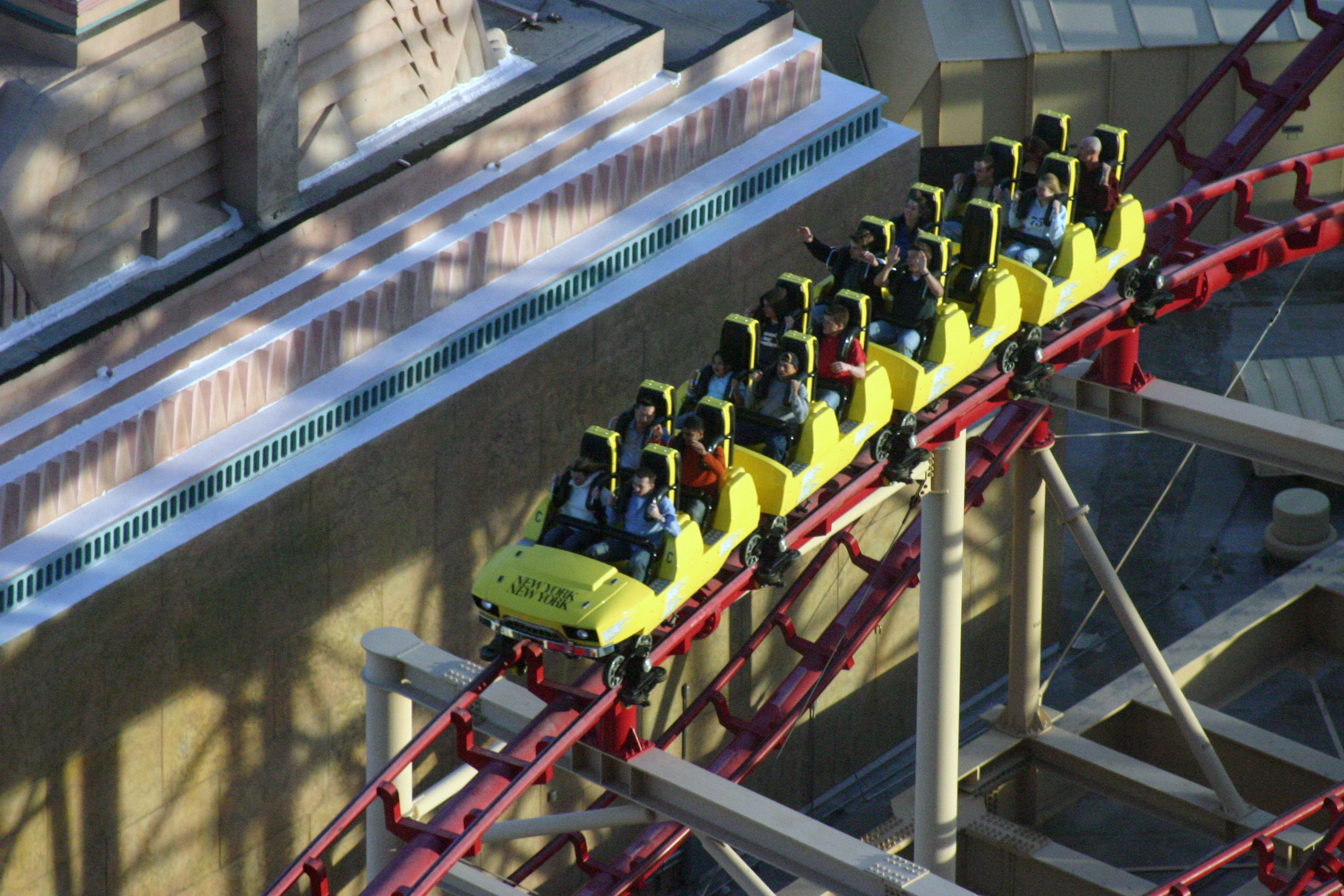
Ein ursprünglicher Zug der Bahn von Hersteller Togo (2005)